# Chou
Dinastija Chou ili Dinastija Zhou (kineski: 周朝, pinyin: Zhōu Cháo) je kineska dinastija koja je vladala istočnom središnjom Kinom od 1027. pr. Kr. do 256. pr. Kr., što je najduža vladavina od ijedna druge dinastije u kineskoj povijesti. Ona je naslijedila dinastiju Shang i prethodila dinastiji Qin. U to vrijeme je započelo željezno doba u Kini, iako se njeno razdoblje često navodi kao vrhunac predmeta od bronce. Dinastija također pokriva razdoblje u kojemu je kinesko pismo evoluiralo od drevnog, koji se vidi u brončanim natpisima ranog Choua, do početaka modernog pisma, u formi arhaičnih svećeničkih zapisa kasnog „Razdoblja zaraćenih država”.

## Rano Chou razdoblje ili Zapadna dinastija Chou
Dinastiju Chou je osnovala obitelj Ji čiji je glavni grad bio Hào (鎬, blizu današnjeg grada Xi'ana u dolini rijeke Wei). Dijeleći jezik i kulturu Shanga, rani vladari Choua su osvajanjima i kolonizacijom stvorili prostrano Carstvo čiju su vlast priznavale i vazalne države u Shandongu, istovremeno prihvaćujući kulturu Choua. Širenje brončanih predmeta karakterističnih za Choue je, međutim, bilo istovremeno s upotrebom lončarije u stilu Shanga u udaljenim predjelima tadašnje Kine, pa se pretpostavlja da su tadašnje države osvojene tek pred kraj razdoblja Zapadnog Choua.
U 11. stoljeću pr. Kr. područja pod dinastijom Shang pokorila je dinastija Chou, koja je imala drugačije etničko podrijetlo i živjela je na sjeverozapadnoj granici područja Shanga. Ova je dinastija postupno širila svoju vlast i protegla je mnogo dalje nego što je uspjela dinastija Shang, uključujući srednje i donje tokove Žute rijeke te srednji tok rijeke Yangtze. Većina tog prostora je bila naseljena narodima različitog etničkog podrijetla koje su obitelji Chou i njihovi vazali postupno asimirali. Njihova je država bila podijeljena između kralja i članova kraljevskog roda na mnogo zasebnih posjeda. Bio je to Fēngjiàn sustav (封建), sustav opunomoćene vladavine, donekle sličan kasnijem europskom feudalnom poretku.
Rano razdoblje vladavine Choua razlikovalo se od razdoblja Shanga po upotrebi pisma, pa se njihova kultura već prepoznaje kao „kineska“. U njihovim gradovima postojala je hijerarhija plemića, kraljevskih časnika i dvorjana. Izdržavale su ih zajednice obrađivača bronce, drva, kamena, keramike i platna. Seljaci koji su obrađivali različite kraljevske posjede opskrbljivali su ih prihodima i žitom. Trgovačke aktivnosti bile su uobičajene, a upotrebljavao se tiskani novac.
Bronca se upotrebljavala za izradu ritualnih predmeta i razne vrste oružja i oruđa, osim onih vezanih za obradu zemlje. U seoskim područjima ratari su i dalje upotrebljavali kameno oruđe i uzgajali rižu, proso, ječam i konoplju, te svinje, perad i dudove svilce. Ostavljanje polja na ugaru (uzoranog, ali ne zasijanog tla, kako bi se zemlja „odmorila“) postalo je uobičajena praksa. U 6. st. pr. Kr. javlja se i prvo organizirana gradnja kanala i navodnjavanje u poljoprivredi.

## Kasno Chou razdoblje ili Istočna dinastija Chou
U početku, prijestolnica je bila pokraj Xi'ana, a do 8. stoljeća pr. Kr. kraljevi Chou neprestano su širili područje pod svojom vlasti. Međutim, oko 770. pr. Kr. kralj You je zamijenio kraljicu s priležnicom Baosi, a glavni grad su napale i opljačkale zajedničke snage kraljičinog oca, moćnog markiza od Shena i nomadskog plemena Quanrong. Plemići iz država Zheng, Lü, Qin i markiz od Shena su kraljičinog sina Ji Yijiua proglasili novim kraljem. Unutarnji neredi prisilili su Choue da 722. pr. Kr. napuste svoju domovinu u dolini Wei i presele se u svoju istočnu prijestolnicu Loyang, gdje se njihova moć uskoro istopila. Sljedeća dva i pol stoljeća trajali su ratovi tijekom kojih jeviše od stotinu jakih država progutalo dvadesetak manjih, a one su poslije među sobom ustanovile hijerarhiju.
Potkraj Chou razdoblja stari društveni poredak počeo je propadati. Tijekom „Razdoblja proljeća i jeseni” (770. – 476. pr. Kr.) vodili su se stalni ratovi između bivših Chou vazala. Bilo je to razdoblje velike političke nestabilnosti koja je, opet, služila kao pozadina velikom napretku tehnologije, pisanja zakona i političkih ideja, te se kineska kultura širila dalje od granica ranog Chou razdoblja. Jače države radije su zapošljavale birokrate nego nasljedno plemstvo bivših vremena. Uzdigla se nova skupina državnih službenika (shih). Vodeća osoba među njima bila je Konfucije, koji je formulirao zakonitosti novog morala, koji će postati uzorom sve do u daleku budućnost i puno dalje od granica Kine. Do. 5. stoljeća pr. Kr. dolina rijeke Yangtze i južna Mandžurija postale su dio kineske kulturne sfere.
Uslijedilo je „Razdoblje zaraćenih država” (480. do 221. pr. Kr.), nazvano po znamenitoj povijesnoj kronici iz tog razdoblja. Ono traje i nešto dulje od 256. pr. Kr., koja je godina kraja Istočne dinastije Chou. Naime, posljednji kralj Choua je prestao vladati 35 godina prije početka dinastije Qin koja je okončala Razdoblje zaraćenih država.

## Kultura dinastije Chou
Prema kineskoj povijesnoj tradiciji, Chou su porazili Shange te preorijentirali shangovski sistem štovanja predaka prema univerzalnijem štovanju Dija, a od toga prema štovanju Tiana ili „Neba”. Svoju su vladavinu opravdavali „mandatom Neba”, idejom da vladar („Sin Neba”) vlada po božanskom pravu, ali da njegovo svrgavanje znači da je izgubio taj mandat. Događaji koji dokazuju da je vladajuća obitelj izgubila „mandat Neba” su prirodne katastrofe i pobune. Ta je doktrina objašnjavala i opravdavala propast dinastija Xia i Shang, te tako legitimnima činila trenutne i buduće vladare dinastije Chou.
Razdoblje Istočne dinastije Chou se također naziva „Razdobljem stotinu mislilačkih škola”. Naime, tijekom dinastije Chou nastali su korijeni zrele kineske filozofije od 6. stoljeća pr. Kr. Tadašnji veliki kineski filozofi, koji su snažno utjecali na buduće generacije, bili su Konfucije, osnivač konfucijanizma i Lao Ce, osnivač taoizma. Ostali filozofi, teoretičari i filozofske škole ovog vremena su bili Mo Ce (latinski: Micius), osnivač mocizma, Mengzi (Mencije), slavni konfucijanist koji je proširio Konfucijev opus, Shang Yang i Han Fei, zaslužni za razvoj drevnog kineskog legalizma (ključne filozofije dinastije Qin) i Xun Zi, koji je bio središte inetelektualnog života u Kini svog vremena, možda čak više nego Mencije. Te su filozofske škole bitno doprinijele društvenim, filozofskim i političkim promjenama koje su igrale važnu ulogu u slabljenju dinastije Chou.

## Kraljevi dinastije Chou
| Osobno ime | Postumni naziv      | Godine vladanja1             | Ime po kojem su poznati           |
| --- | ------------------- | ---------------------------- | --------------------------------- |
| Ji Fa 姬發 | Wuwang 武王         | 1046. pr. Kr.-1043. pr. Kr.1 | Zhou Wuwang (Wu Zhou)             |
| Ji Song 姬誦 | Chengwang 成王      | 1042. pr. Kr.-1021. pr. Kr.1 | Zhou Chengwang (Cheng Zhou)       |
| Ji Zhao 姬釗 | Kangwang 康王       | 1020. pr. Kr.-996. pr. Kr.1  | Zhou Kangwang (Kang Zhou)         |
| Ji Xia 姬瑕 | Zhaowang 昭王       | 995. pr. Kr.-977. pr. Kr.1   | Zhou Zhaowang (Zhao Zhou)         |
| Ji Man 姬滿 | Muwang 穆王         | 976. pr. Kr.-922. pr. Kr.1   | Zhou Muwang (Mu Zhou)             |
| Ji Yihu 姬繄扈 | Gongwang 共王/龔王  | 922. pr. Kr.-900. pr. Kr.1   | Zhou Gongwang (Gong Zhou)         |
| Ji Jian 姬囏 | Yiwang 懿王         | 899. pr. Kr.-892. pr. Kr.1   | Zhou Yiwang (Kralj Yi Zhou)       |
| Ji Pifang 姬辟方 | Xiaowang 孝王       | 891. pr. Kr.-886. pr. Kr.1   | Zhou Xiaowang (Xiao Zhou)         |
| Ji Xie 姬燮 | Yiwang 夷王         | 885. pr. Kr.-878. pr. Kr.1   | Zhou Yiwang (Kralj Yi Zhou)       |
| Ji Hu 姬胡 | Liwang 厲王/剌王    | 877. pr. Kr.-841. pr. Kr.1   | Zhou Liwang (Li Zhou)             |
| | Gonghe (kralj) 共和 | 841. pr. Kr.-828. pr. Kr.    | Gonghe                            |
| Ji Jing 姬靜 | Xuanwang 宣王       | 827. pr. Kr.-782. pr. Kr.    | Zhou Xuanwang (Xuan Zhou)         |
| Ji Gongsheng 姬宮湦 | Youwang 幽王        | 781. pr. Kr.-771. pr. Kr.    | Zhou Youwang (You Zhou)           |
| Kraj razdoblja Zapadnog Chou / Početak razdoblja Istočnog Chou |                     |                              |                                   |
| Ji Yijiu 姬宜臼 | Pingwang 平王       | 770. pr. Kr.-720. pr. Kr.    | Zhou Pingwang (Ping Zhou)         |
| Ji Lin 姬林 | Huanwang 桓王       | 719. pr. Kr.-697. pr. Kr.    | Zhou Huanwang (Huan Zhou)         |
| Ji Tuo 姬佗 | Zhuangwang 莊王     | 696. pr. Kr.-682. pr. Kr.    | Zhou Zhuangwang (Zhuang Zhou)     |
| Ji Huqi 姬胡齊 | Xiwang 釐王         | 681. pr. Kr.-677. pr. Kr.    | Zhou Xiwang (Xi Zhou)             |
| Ji Lang 姬閬 | Huiwang 惠王        | 676. pr. Kr.-652. pr. Kr.    | Zhou Huiwang (Hui Zhou)           |
| Ji Zheng 姬鄭 | Xiangwang 襄王      | 651. pr. Kr.-619. pr. Kr.    | Zhou Xiangwang (Xiang Zhou)       |
| Ji Renchen 姬壬臣 | Qingwang 頃王       | 618. pr. Kr.-613. pr. Kr.    | Zhou Qingwang (Qing Zhou)         |
| Ji Ban 姬班 | Kuangwang 匡王      | 612. pr. Kr.-607. pr. Kr.    | Zhou Kuangwang (Kuang Zhou)       |
| Ji Yu 姬瑜 | Dingwang 定王       | 606. pr. Kr.-586. pr. Kr.    | Zhou Dingwang (Ding Zhou)         |
| Ji Yi 姬夷 | Jianwang 簡王       | 585. pr. Kr.-572. pr. Kr.    | Zhou Jianwang (Jian Zhou)         |
| Ji Xiexin 姬泄心 | Lingwang 靈王       | 571. pr. Kr.-545. pr. Kr.    | Zhou Lingwang (Ling Zhou)         |
| Ji Gui 姬貴 | Jingwang 景王       | 544. pr. Kr.-521. pr. Kr.    | Zhou Jingwang (Kralj Jing Zhou)   |
| Ji Meng 姬猛 | Daowang 悼王        | 520. pr. Kr.                 | Zhou Daowang (Dao Zhou)           |
| Ji Gai 姬丐 | Jingwang 敬王       | 519. pr. Kr.-476. pr. Kr.    | Zhou Jingwang (Kralj Jing Zhou)   |
| Ji Ren 姬仁 | Yuanwang 元王       | 475. pr. Kr.-469. pr. Kr.    | Zhou Yuanwang (Yuan Zhou)         |
| Ji Jie 姬介 | Zhendingwang 貞定王 | 468. pr. Kr.-442. pr. Kr.    | Zhou Zhendingwang (Zhending Zhou) |
| Ji Quji 姬去疾 | Aiwang 哀王         | 441. pr. Kr.                 | Zhou Aiwang (Ai Zhou)             |
| Ji Shu 姬叔 | Siwang 思王         | 441. pr. Kr.                 | Zhou Siwang (Si Zhou)             |
| Ji Wei 姬嵬 | Kaowang 考王        | 440. pr. Kr.-426. pr. Kr.    | Zhou Kaowang (Kao Zhou)           |
| Ji Wu 姬午 | Weiliewang 威烈王   | 425. pr. Kr.-402. pr. Kr.    | Zhou Weiliewang (Weilie Zhou)     |
| Ji Jiao 姬驕 | Anwang 安王         | 401. pr. Kr.-376. pr. Kr.    | Zhou Anwang (An Zhou)             |
| Ji Xi 姬喜 | Liewang 烈王        | 375. pr. Kr.-369. pr. Kr.    | Zhou Liewang (Lie Zhou)           |
| Ji Bian 姬扁 | Xianwang 顯王       | 368. pr. Kr.-321. pr. Kr.    | Zhou Xianwang (Xian Zhou)         |
| Ji Ding 姬定 | Shenjingwang 慎靚王 | 320. pr. Kr.-315. pr. Kr.    | Zhou Shenjingwang (Shenjing Zhou) |
| Ji Yan 姬延 | Nanwang 赧王        | 314. pr. Kr.-256. pr. Kr.    | Zhou Nanwang (Nan Zhou)           |
| | Huiwang 惠王        | 255. pr. Kr.-249. pr. Kr.    | Zhou Huiwang² (Hui Zhou)          |
| 2 Plemići obitelji Ji proglasili su kralja Huia kao nasljednika kralja Nana u glavnom gradu Luoyangu, koji je pao u ruke China 256. pr. Kr. Otpor dinastije Chou nije potrajao dugo tako da se kralj Nan smatra posljednjim kraljem dinastije Chou. |                     |                              |                                   |

## Poveznice
- Povijest Kine
- Kineska umjetnost

## Vanjske poveznice
- Leon Poon, Povijest dinastije Chou
- Jiang Yike, Feudalne države dinastije Chou

| Prethodnik Dinastija Shang | Dinastija Chou 1045. pr. Kr. - 256. pr. Kr. | Nasljednik Dinastija Qin |